# Medhufinolhu (Kaafu)
Pour les articles homonymes, voir Medhufinolhu.
Medhufinolhu (ou Medhu Finolhu) est une petite île inhabitée des Maldives. Elle constitue une des îles-hôtel des Maldives depuis 1982, en accueillant actuellement le Medhufinolhu Tourist Hotel en 1979, désormais renommé Reethi Rah.

## Géographie
Medhufinolhu est située dans le centre des Maldives, dans l'Ouest de l'atoll Malé Nord, dans la subdivision de Kaafu. 